# Crèmebuiklijster
De crèmebuiklijster (Turdus amaurochalinus) is een zangvogel uit de familie lijsters (Turdidae).

## Verspreiding en leefgebied
Deze soort komt voor in Argentinië, Bolivia, Brazilië, Chili, Paraguay, Peru en Uruguay.